# Manuel Camós i Bosch
Manuel Camós i Bosch fou organista de la Catedral de Santa Tecla de Tarragona entre els anys 1825 i 1860. Es conserva un tema amb deu variacions per a pianoforte en Si bemoll Major en el fons musical Ramon Florensa (TagRF).